# Kix
Kix er et amerikansk glam metal-band, der oplevede popularitet i 1980'erne. Medlemmerne indspiller fortsat musik.